# Robert Kwemoi Chemosin
Robert Kwemoi Chemosin (* 1. Februar 1989) ist ein kenianischer Langstreckenläufer.
2012 wurde er Zweiter bei den 15 km von Puy-en-Velay und gewann den Udine-Halbmarathon in 1:00:23 h.
Im Jahr darauf wurde er Zweiter beim Halbmarathon Roma – Ostia, Neunter beim Yangzhou-Jianzhen-Halbmarathon und Elfter beim Delhi-Halbmarathon. 2014 folgte einem fünften Platz bei Roma – Ostia ein 24. Platz bei den Halbmarathon-Weltmeisterschaften in Kopenhagen.
2015 siegte er beim Halbmarathon Roma – Ostia in 59:37 min. Beim Orlen Warsaw Marathon wurde er Zweiter und beim Toronto Waterfront Marathon Vierter.
2016 triumphierte er beim Vienna City Marathon.

## Persönliche Bestzeiten
- 10-km-Straßenlauf: 28:05 min, 1. März 2015, Lido di Ostia
- 15-km-Straßenlauf: 42:11 min, 3. März 2013, Lido di Ostia
- Halbmarathon: 59:19 min, 3. März 2013, Lido di Ostia
- Marathon: 2:08:05 h, 26. April 2015, Warschau